# Crepidomanes brevipes
Crepidomanes brevipes är en hinnbräkenväxtart som först beskrevs av Presl, och fick sitt nu gällande namn av Edwin Bingham Copeland. Crepidomanes brevipes ingår i släktet Crepidomanes och familjen Hymenophyllaceae. Inga underarter finns listade.